# Дэвис, Дуайт Филли
Дуа́йт Фи́лли Дэ́вис (англ. Dwight Filley Davis; 5 июля 1879, Сент-Луис — 28 ноября 1945, Вашингтон) — американский политик и спортсмен. Основатель Кубка Дэвиса, 49-й военный министр США.

## Студенческие годы и занятия теннисом
Дуайт Дэвис родился в семье богатого коммерсанта из Сент-Луиса Джона Тилдена Дэвиса. Он учился в академии Смита в Сент-Луисе, а затем поступил в Гарвардский университет.
В университете Дэвис активно занимался теннисом. В 1898 году он вышел в финал национального чемпионата США, как в одиночном разряде, так и в мужских парах, а в 1899 году стал чемпионом США среди студентов в одиночном разряде и (с Холкомбом Уордом) чемпионом США в мужском парном разряде. Дэвис и Уорд выигрывали этот титул ещё два раза подряд.
В 1899 году у Дэвиса родилась идея проведения Международного кубка вызова по лаун-теннису. Он сам заказал серебряный кубок стоимостью 750 долларов и передал его Ассоциации лаун-тенниса США (USLTA), от имени которой был направлен вызов на матч теннисистам Великобритании, считавшейся в то время лаун-теннисной сверхдержавой. Формат соревнования, три дня игр, в первый и третий из которых проводятся по два матча в одиночном разряде, а во второй один в парном, тоже был предложен Дэвисом и оставался неизменным на протяжении более 110 лет существования турнира.
Британской сборной противостояли Дэвис, Уорд и третий студент Гарварда, Малькольм Уитмен. Американцы неожиданно выиграли встречу досрочно, победив в первых трёх матчах. Дэвис выиграл и свою одиночную встречу, и игру в паре с Уордом. Через два года, во втором розыгрыше Кубка, Дэвис и Уорд проиграли парную встречу Реджинальду и Лоуренсу Дохерти, но за счёт побед в одиночном разряде американцы сумели удержать трофей и на этот раз. В промежутке между этими двумя матчами Дэвис и Уорд также приняли участие в Уимблдонском турнире, где дошли до финала в мужском парном разряде, также уступив братьям Дохерти. Позже, в 1904 году, Дуайт Дэвис принял участие в Олимпийских играх, проходивших в его родном Сент-Луисе, но не добился существенных успехов ни в одиночном разряде, где проиграл уже во втором круге, ни в парах, где они с Ральфом Маккиттриком уступили в четвертьфинале будущим финалистам.

## Начало политической карьеры
По окончании университета Дэвис вернулся в Сент-Луис, где в 1903 году завершил юридическое образование в Университете Вашингтона, в 1905 году женился на Хелен Брукс и занялся общественной деятельностью. Он входил в правление городских публичных библиотек, совет директоров художественного музея, а с 1907 по 1909 год был депутатом палаты представителей городского совета. С 1911 по 1915 год он возглавлял городскую комиссию по планированию и одновременно выполнял обязанности комиссара городских парков.
На рубеже десятилетий Дэвис также начал делать карьеру на федеральном уровне. Он участвовал в развитии спортивных сооружений (площадок для гольфа, бейсбольных полей и первых с США муниципальных теннисных кортов) и входил в исполком Национальной муниципальной лиги с 1908 по 1912 год. В 1916—1917 годах он был членом Рокфеллеровского комитета помощи жертвам войны (англ. Rockefeller War Relief Committee).

## Первая мировая война
Получив военную подготовку в Платсбергском военном лагере для бизнесменов, Дуайт Дэвис позже вступил в ряды действующей армии в Европе. Он служил в 69-м полку 35-й дивизии армии США и в конце сентября, будучи в звании майора и заместителя начальника штаба полка, был представлен к кресту «За выдающиеся заслуги» за героизм, проявленный под вражеским огнём, в том числе добровольное непосредственное участие в боевых действиях против превосходящих сил противника.

## Дальнейшая карьера и личная жизнь
После окончания войны, в 1920 году, Дэвис баллотировался в Сенат, но проиграл выборы. Тем не менее он всё-таки нашёл свой путь в высший вашингтонский истеблишмент, став председателем государственной Военно-финансовой корпорации. В 1923 году он стал помощником военного министра (одновременно выполняя обязанности председателя USLTA), а в 1925 году был назначен военным министром в администрации Кельвина Кулиджа и занимал этот пост до марта 1929 года. В качестве помощника министра, а затем министра он занимался подготовкой промышленности США к максимально быстрому переходу на военные рельсы в случае конфликта. Его министерство в эти годы подвергалось критике за недостаточное внимание к развитию военно-воздушных сил.
После окончания работы в военном министерстве Дэвис был назначен генерал-губернатором Филиппин и оставался на этом посту до января 1932 года. В этом же году умерла его жена Хелен.
В 1936 году Дэвис женился вторично, на Полине Мортон-Сэбин. В эти годы он делил своё время между домом во Флориде и Вашингтоном, где возглавлял Брукингский институт. В 1942 году он занял должность генерального директора Корпуса медицинских специалистов армии США.
Дуайт Дэвис скончался в Вашингтоне на 67-м году жизни 11 ноября 1945 года и похоронен на Арлингтонском национальном кладбище.

## Память
Память Дуайта Дэвиса увековечена на Аллее Славы в Сент-Луисе. В 1956 году его имя было также внесено в списки Зала теннисной славы в Ньюпорте, а придуманный им теннисный Кубок вызова после его смерти был официально переименован в Кубок Дэвиса.